# 拥有快乐的秘密
《拥有快乐的秘密》（Possessing the Secret of Joy）是艾丽斯·沃克（Alice Walker）于1992年出版的一部小说。

## 剧情概要
小说讲述了塔希（Tashi）的故事，她是一位非洲女性，也是沃克早期小说《紫颜色》（The Color Purple）中的一个次要角色。如今身在美国的她，来自奥林卡（Olinka）部落（艾丽斯·沃克虚构的西非部落），该部落盛行女性割礼。塔希嫁给了一个名叫亚当（Adam）的美国男子，后来因为战争离开了奥林卡。然而，作为一个在奥林卡文化和西方文化之间挣扎的女性，塔希选择回到奥林卡接受割礼。童年时未进行这项仪式并没有让她感到解脱，反而令她困扰。她希望尊重自己的奥林卡根源，于是在青少年时期接受了这项通常在女童身上进行的仪式。之后，塔希因所遭受的创伤而精神崩溃，先后看过几位精神科医生，最终才找到采取行动的力量。这部小说通过多个角色的视角进行叙述。小说探讨了文化如何定义一个人的性别，并着重强调，用沃克的话来说，“酷刑不是文化。”

## 分析
塔希成长于奥林卡部落，深知割礼和纹面是部落身份的核心标志。尽管与传教士之子亚当相恋后有过逃离部落、享受自由的时光，但殖民者对土地的掠夺激起了塔西强烈的民族意识。她接受了割礼和纹面，将部落习俗等同于民族忠诚，盲目遵从。
移居美国后，割礼后果显现：分娩时因身体受损导致一个儿子（贝尼）智障，另一个孩子夭折；婚姻也因性生活问题破裂。塔希因此精神崩溃，将怒火转嫁到贝尼身上。极端让她痛苦、她的自我意识在绝望中萌芽。
这时，部落给她带来的果断、叛逆和凶悍开始推动她行动。她将复仇矛头指向具体执行者姆莉莎，未能完全认清这是根植于父权制和落后文化才是灾难根源。最后在家人、朋友和心理医生的帮助下，她逐步认清真相，接纳了贝尼和前夫的私生子皮埃尔。虽然塔希最终被处决，但却使大家认识到“反抗是快乐的秘密”。
塔西的蜕变体现了艾丽斯·沃克的思想：既反抗种族压迫，也勇于批判本民族文化中戕害女性的糟粕，追求黑人女性完整的解放与自我定义。